# Andrin Hollenstein
Andrin Hollenstein (* 5. April 1997) ist ein Schweizer Unihockeyspieler. Er steht beim Nationalliga-A-Vertreter SV Wiler-Ersigen unter Vertrag.

## Karriere

### Verein

#### UHC Waldkirch-St. Gallen
Hollenstein begann seine Karriere beim UHC Waldkirch-St.Gallen, bei welchem er 2013 in der höchsten Schweizer Spielklasse debütierte. Für den UHC Waldkirch-St. Gallen absolvierte er insgesamt 10 Partien in der NLA.

#### Tigers Langnau
Zur Saison 2015/16 wechselte er zu den Tigers Langnau. Gleich in seiner ersten Saison qualifizierte er sich mit den Tigers für die Playoffs und erzielte 28 Scorerpunkte in 28 Partien. In seiner zweiten Saison kam er in 31 Partien zum Einsatz.

#### SV Wiler-Ersigen
Kurz nach dem Saisonende der Unihockey Tigers gab der SVWE den Transfer des Offensivspieler bekannt, welcher in Zuchwil auf seinen alten Mitspieler Claudio Mutter und Dominik Alder treffen wird.

### Nationalmannschaft

#### U19-Nationalmannschaft
2013 debütierte Hollenstein für die Schweizer U19-Unihockeynationalmannschaft bei der Euro Floorball Tour. Sein erstes Tor erzielte er beim 10:1-Sieg über Tschechien beim dritten Spiel der Euro Floorball Tour 2013.